# Воронов, Николай Павлович (писатель)
Никола́й Па́влович Во́ронов (20 ноября 1926, Троицкий район, Уральская область — 18 июня 2014, Москва) — российский прозаик, поэт и драматург, публицист, автор более трёх десятков книг. Член Союза писателей России, академик Академии литературы, главный редактор журнала «Вестник Российской литературы».

## Биография
- 1926, 20 ноября — родился на станции Золотая сопка близ Троицка. Отец, Павел Анисимович — двадцатипятитысячник, председатель колхоза. Мать, Мария Ивановна — родом из казачьей семьи Коноваловых.
- 1931 — пятилетний Николай с матерью переезжают в Магнитогорск (Челябинская область) и поселяются в бараке на 13-м участке. Воспоминания детства впоследствии легли в основу автобиографического романа «Юность в Железнодольске», повести «Голубиная охота» и многих других произведений.
- 1942 — после окончания школы-семилетки поступил в ремесленное училище № 1
- 1944 — по окончании ремесленного училища был назначен электрощитовым на доменной подстанции Магнитогорского металлургического комбината и поступил в 9-й класс Школы рабочей молодёжи
- 1946 — поступил в Магнитогорский педагогический институт (ныне — государственный университет)
- 1948 — проучившись два курса в пединституте, оставил учёбу и уехал в Москву. Поступил в Литературный институт имени Горького, приёмной комиссии которого представил собственные стихи, пьесы, рассказы, исследовательскую работу «Что такое поэзия?» и исследование по «Цементу» Ф. Гладкова.
- 1948—1952 — учился в литературном институте, в котором посещал семинары В. Катаева и К. Паустовского. Дипломная работа — 1-я часть повести «Испытание на прочность».
- 1950 — вступил в КПСС
- 1952 — вернулся в Магнитогорск, в котором являлся на тот момент единственным профессиональным писателем
- 1954—1959 — руководил магнитогорским литературным объединением
- 1956 — из печати вышла первая книга «Весенней порой». В этом же году вступил в Союз писателей СССР
- 1962 — первая научно-фантастическая публикация: очерк «Несущие огонь»
- 1963—1969 — работал ответственным секретарем Калужской областной писательской организации
- 1968 — в журнале «Новый мир» (№ 11—12) опубликована первая часть романа «Юность в Железнодольске»
- 1972 — закончил роман «Юность в Железнодольске». Переехал в Москву, где был избран в правление Союза писателей РСФСР и секретариат московской организации Союза писателей СССР и возглавлял совет по прозе молодых
- 1976 — написал роман «Макушка лета»
- 1982 — написал роман «Котёл»
- 1984 — удостоен премии «Северянка» Череповецкого металлургического комбината за лучшее произведение о труде металлургов
- 1986 — написал первый роман с элементами антиутопии — «Похитители Солнца»
- 1988 — написал второй роман с элементами антиутопии — «САМ»
- 1990 — подписал «Письмо 74-х».
- 1999 — награждён медалью «Ревнителю просвещения. В память 200-летия со дня рождения А. С. Пушкина», присуждаемой Академией Российской словесности
- 2001 — написал автобиографический роман «Побег в Индию», удостоен почётного звания академика Академии литературы
- 2002 — вместе с В. Сорокиным — почётный гость Ручьёвских чтений, посвящённых 70-летию Магнитогорского металлургического комбината; участник в Магнитогорске Всемирного форума поэзии
- с 2004 — главный редактор журнала «Вестник Российской литературы»
- 2005 — выпустил свой первый стихотворный сборник «Цунами»
- с 2005 — член редакционного совета книжной серии «Литература Магнитки. Избранное»
- 2006 — от имени министерства культуры награждён орденом «За вклад в просвещение»
- 2007 — удостоен Золотой Есенинской медали, учрежденной издательством газеты «Литературное Подмосковье» и Союзом писателей России), и ордена «За вклад в просвещение» Министерства образования Российской Федерации
- с 2007 — член редакционного совета книжной серии «Литература Магнитки. Контекст»
- 2008 — удостоен звания «Почётный профессор МаГУ»
- 2009 — награждён медалью имени Антона Чехова, учреждённой Союзом писателей г. Москвы
- 2011 — на XII конференции Ассоциации писателей Урала (г. Магнитогорск) награждён Премией имени Д. Н. Мамина-Сибиряка за совокупное художественное творчество и значительный вклад в литературу о рабочем классе Урала
- 19 июня 2014 — скончался в городе Москве. Похоронен на Переделкинском кладбище[1].

## Литературная деятельность
Действие повестей Николая Воронова «Не первая любовь», «Голубиная охота», «Мальчик, полюбивший слона», «Смятение» происходит в Магнитогорске. Рассказы «Бунт женщины», «Побег», «Гудки паровозов», «Человек-эхо» рисуют живописную уральскую природу и яркие характеры уральцев. Прототипами многих произведений являются магнитогорцы.
Долгие годы Николай Воронов руководил магнитогорским литературным объединением, где под его началом сформировались такие авторы, как В. Машковцев, А. Турусова, К. Нефедьев, Н. Курочкин и многие другие. Николай Воронов является членом редакционной коллегии книжной серии «Литература Магнитки. Избранное» и редактором журнала «Вестник Российской литературы» (Москва—Магнитогорск).

### Романы
- Юность в Железнодольске (1972)
- Макушка лета (1976)
- Котёл (1982)
- Похитители Солнца (1986)
- САМ (1988)
- Побег в Индию (2001)

### Повести
- Гибель такси
- Голубиная охота
- Гудки паровозов
- Испытание на прочность
- Карл Нетерпеливый
- Лягушонок на асфальте
- Мальчик, полюбивший слона
- Не первая любовь
- Приговорённый Флёрушка
- Смятение
- Тёплые монеты

### Поэма
- Зяблик

### Циклы стихов
- Вечное и хрупкое
- Внучка с бабушкой
- Время «пик»
- Женщина
- Жертвоприношение
- Наш дом
- Перемены
- Родня

### Книги
1. 1956 — Весенней порой (рассказы). — Свердловск, Свердловское книжное издательство, 174 с. Тираж: 15000 экз.
2. 1957 — Кассирша (рассказы). — М., Правда
3. 1958 — Бунт женщины (рассказы). — Челябинск., Кн. изд., 184 с.
4. 1959 — Ожидание (рассказы). — Москва, «Молодая гвардия», 253 с. Тираж: 55000 экз.
5. 1961 — Просто Иван (рассказы). — М., Правда
6. 1962 — Гудки паровозов (повесть и рассказы). — Челябинск., Кн. изд., 232 с.
7. 1962 — Кормилец (рассказы). — Пермь, Пермское книжное издательство, 47 с. Тираж: 60000 экз. Серия «Рассказы о советских людях».
8. 1962 — Человек-эхо (рассказ). — Свердловск, Кн. изд.
9. 1965 — Бег в ночи (повести и рассказы). — Москва, «Советская Россия», 196 с. Тираж: 100000 экз.
10. 1965 — Спасители. — Тула, Приокское кн. изд.
11. 1967 — Братья Занадворовы (очерки). — Пермь, Пермское книжное издательство, 32 с. Тираж: 15000 экз.
12. 1968 — Человек-эхо. — Тула, Приокское издательство, 176 с., 30 000 экз.
13. 1969 — Женское счастье (повести и рассказы). — Пермь, Пермское книжное издательство, 215 с. Тираж: 15000 экз.
14. 1971 — Просто Иван (повести, рассказы). — Москва, «Советская Россия», 236 с. Тираж: 50000 экз.
15. 1972 — Юность в Железнодольске (роман). — М., Советский писатель
16. 1973 — Закон души (повести и рассказы). — Свердловск, Средне-Уральское книжное издательство, 328 с. Тираж: 50000 экз. Серия «Уральская библиотека».
17. 1974 — Непокой (письма с заводов и фабрик). — Москва, «Советская Россия», 95 с. Тираж: 75000 экз. Серия «Писатель и время».
18. 1974 — Юность в Железнодольске (роман). — М., Советский писатель
19. 1976 — Лягушонок на асфальте (рассказы и повести). — Москва, «Современник», 576 с. Тираж: 150000 экз.
20. 1976 — Макушка лета (опыт публицистического романа). — Москва, Профиздат, 384 с. , 75 000 экз. «Библиотека рабочего романа».
21. 1977 — Голубиная охота (повести). — Москва, «Советская Россия», 176 с., 100 000 экз.
22. 1979 — Макушка лета (роман, повесть). — Москва, «Современник», 462 с. Тираж: 100000 экз.
23. 1979 — Юность в Железнодольске. — М., Советская Россия
24. 1979 — Макушка лета (роман). — Челябинск, Южно-Уральское книжное издательство, 376 с. Тираж: 50000 экз.
25. 1980 — Голубиная охота (повести). — Москва, «Детская литература», 176 с., 100 000 экз.
26. 1980 — Голубиная охота (повести). — Москва, «Современник». — 96 с., 500 000 экз.
27. 1982 — Котёл (роман и повесть). — Москва, «Советский писатель», 352 с. Тираж: 30000 экз.
28. 1982 — Юность в Железнодольске (роман). — Москва, «Советская Россия», 384 с., 100 000 экз.
29. 1983 — Избранные произведения (в 2 томах). — Москва, «Современник», по 526 с. Предисловие Л. Вуколова. Тираж: 100000 экз.
30. 1985 — Человек-эхо (повести и рассказы). — Москва, «Советский писатель», 574 с. Тираж: 200000 экз.
31. 1985 — Голубиная охота (повести). — Москва, «Детская литература», 176 с.
32. 1986 — Крик о помощи (рассказы). — Москва, «Правда», 48 с., 80 000 экз. Серия: Библиотека «Огонёк».
33. 1988 — САМ (роман-фантазия). — Москва, «Советский писатель», 478 с. Тираж: 30000 экз. ISBN 5-265-00108-5
34. 1990 — Юность в Железнодольске (роман). — Москва, «Современник», 528 с. Тираж: 100000 экз. ISBN 5-270-00446-1. Серия «Библиотека российского романа»
35. 1990 — Похитители солнца (роман, повесть, рассказы). — Москва, «Московский рабочий», 476 с. Тираж: 30000 экз. ISBN 5-239-00390-4
36. 1991 — Биси-Миси-Карандака (сказка). — Калуга, «Каменный мост», 28 с., 30 000 экз.
37. 1993 — Биси-Миси-Карандака (сказка). — Калуга, «Золотая аллея», 29 с., 100 000 экз.
38. 2005 — Цунами (стихотворения). — Москва, Московская городская организация Союза писателей России, 128 с. Тираж: 500 экз.
39. 2006 — Моя крылатая родня (стихи и повесть для детей). — Магнитогорск, Магнитогорский Дом печати, 184 с. Тираж: 500 экз. ISBN 5-7114-0299-4
40. 2006 — Сон о Боге (рассказы, сказки, повесть). — Москва, Московская городская организация Союза писателей России, 142 с. Тираж: 150 экз.
41. 2008 — Приговорённый Флёрушка (записки деда). — Магнитогорск, «Алкион», 120 с. Редактор: С. Рухмалёв. Тираж: 1000 экз. ISBN 978-5-88311-039-8. Серия «Литература Магнитки. Контекст» (выпуск 2).
42. 2013 — Истина о самом себе. — Магнитогорск, 262 с.

### Публикации
1. Ветер (стихотворение). — «Магнитогорский рабочий», 13 марта 1955.
2. Несущие вечный огонь (очерк). — «Уральский следопыт» (Свердловск), 1962, № 2, с. 40—47.
3. Несущие вечный огонь. — Верь людям (повести, рассказы, очерки). — Челябинск, Южно-Уральское книжное издательство, 1963, с. 335—348.
4. Мальчик, полюбивший слона (повесть). — «Урал» (Свердловск), 1965, № 1.
5. Юность в Железнодольске (роман). — «Новый мир» (Москва), 1968, № 11—12.
6. Похитители Солнца (роман-фантазия). — «Урал» (Свердловск), 1988, № 7 (с. 3—63), № 8 (с. 3—61), № 9 (с. 77—117).
7. Бочка (скорее реалистическая, чем фантастическая сценка из трудовых будней). — «Техника — молодёжи» (Москва), 1997, № 12. — Веб-ссылка
8. Побег в Индию (роман, журнальный вариант). — «Путеводная звезда» (Москва), 2001, № 10—11.
9. Юность в Железнодольске (отрывки). — VI Ручьёвские чтения (сборник материалов межвузовской научной конференции). — Магнитогорск, 2001, т. I, с. 24—25.
10. Огненная ковка (из Новомирской хроники). — «Берег А» (Магнитогорск), 2002, № 1, с. 88—120.
11. Магнитка — светоч России. — «Вестник Российской литературы» (Москва), 2004, № 1, с. 3—4.
12. Юность в Железнодольске (отрывки). — «Вестник Российской литературы» (Москва), 2004, № 1, с. 29—33, 34—35.
13. Фигура времени (рассказы). — «Берег А» (Магнитогорск), 2004, № 1, с. 52—85.
14. Земля библиотекарей и книгочеев. — «Вестник Российской литературы» (Москва), 2005, № 2—3, с. 52—56.
15. Моя крылатая родня (стихи). — «Вестник Российской литературы» (Москва), 2005, № 2—3, с. 200—203.
16. Огненная ковка (из новомирской хроники). — «Вопросы литературы» (Москва), 2005, № 1.
17. Братья Занадворовы (очерк). — «Вестник Российской литературы» (Москва), 2005—2006, № 4—5, с. 5—29.
18. Театр мироздания Елены Евгеньевой. — «Вестник Российской литературы» (Москва), 2006, № 6—7, с. 201—203.
19. Братья Занадворовы (очерк). — «Магнитогорский металл», 2 марта, 6 мая 2006. — Веб-ссылка 1 (недоступная ссылка), Веб-ссылка 2 (недоступная ссылка)
20. Тёплые монеты. Смятение. Мальчик, полюбивший слона (повести). — «Путеводная звезда» (Москва), 2006, № 11, с. 1—40, 57—95.
21. Карл нетерпеливый (повесть). — «Роман-журнал XXI век» (Москва), 2006, № 11, с. 46—56.
22. Гвардейцы магнитогорского тыла (главы из романа «Юность в Железнодольске»). — «Вестник Российской литературы» (Москва), 2007, № 8—9, с. 15—28.
23. Солнышко в женской душе (отрывок из повести «Приговорённый Флёрушка»). — «Магнитогорский металл», 31 мая 2008, с. 10.
24. Истина о самом себе (о подмосковном Переделкине, Магнитке, Калуге, Оптиной пустыни, Москве и о тех, кто был оклеветан). — «Магнитогорский металл», май 2010 — октябрь 2011
25. Потаённый Шолохов. — «Магнитогорский металл», 19 ноября, 22 ноября, 24 ноября 2011. — 1 часть, 2 часть, 3 часть
26. «Унесу я рябиновый вкус твоих губ». — «Магнитогорский металл», 23 марта 2013. — Веб-ссылка
27. На изгибах судьбы (о С. Мелешине). — «Магнитогорский металл», 30 марта 2013. — Веб-ссылка

## Награды
- Премия «Северянка» Череповецкого металлургического комбината за лучшее произведение о труде металлургов (1984)
- Медаль «Ревнителю просвещения. В память 200-летия со дня рождения А. С. Пушкина» Академии Российской словесности (1999)
- орден «За вклад в просвещение» Министерства образования Российской Федерации (2007)
- Золотая Есенинская медаль (2007, учреждена издательством газеты «Литературное Подмосковье» и Союзом писателей России)
- медаль имени Антона Чехова, учреждённая Союзом писателей г. Москвы (2009)
- Премией имени Д. Н. Мамина-Сибиряка за совокупное художественное творчество и значительный вклад в литературу о рабочем классе Урала (2011)

## Звания
- Академик Академии литературы (2001)
- Почётный профессор МаГУ (2008)

## Отзывы современников
- Член Союза писателей России Валентин Сорокин (2001):

Николай Воронов — прекрасный рассказчик, мастер короткой повести, публицист, главная его песня — роман, многоплановый и многострадальный, «Юность в Железнодольске», привлёк к себе внимание не только народа, но и прежде всего ЦК КПСС: долбили, учили, дёргали, отлучали, винили…

### Произведения Николая Воронова
- Воронов, Николай Павлович в библиотеке Максима Мошкова
- Произведения Николая Воронова в журнале «Самиздат»
- Воронов, Николай Павлович (писатель) в «Журнальном зале»
- Произведения Николая Воронова на сайте «Русская фантастика»

### Информация о Николае Воронове
- Информация о книгах Николая Воронова на сайте «Библус»
- Статья о Николае Воронове на сайте «Энциклопедия фэнтези и научной фантастики»